# Háje nad Jizerou
Háje nad Jizerou è un comune della Repubblica Ceca facente parte del distretto di Semily, nella regione di Liberec.